# Circonscription de la Laconie
La circonscription de la Laconie (en grec Εκλογική περιφέρεια Λακωνίας) est une circonscription législative de la Grèce. Elle correspond au territoire du nome de Laconie. Elle compte 129 557 électeurs inscrits en janvier 2015.

Situation de la circonscription de la Laconie

## Élections législatives de mai 2012

### Résultats
La circonscription de la Laconie élit trois députés en mai 2012. Les élections ont lieu au scrutin proportionnel plurinominal avec prime majoritaire et un seuil de représentation de 3 % des suffrages exprimés au niveau national.
59 237 électeurs se sont exprimés sur 132 647 inscrits, soit un taux de participation de 44,66 %. Parmi les vingt-deux listes candidates, trois listes obtiennent chacune un siège dans la circonscription.
| Rang | Liste                              | Nombre de voix | Pourcentage des voix | Nombre de sièges |
| ---- | ---------------------------------- | -------------- | -------------------- | ---------------- |
| 1    | Nouvelle Démocratie                | +19 080,       | 32,88 %              | 1                |
| 2    | Mouvement socialiste panhellénique | +08 923,       | 15,38 %              | 1                |
| 3    | SYRIZA                             | +06 295,       | 10,85 %              | 1                |
| 4    | Aube dorée                         | +05 912,       | 10,19 %              | 0                |
| 5    | Grecs indépendants                 | +04 688,       | 8,08 %               | 0                |
| 6    | Parti communiste de Grèce          | +03 470,       | 5,98 %               | 0                |
| 7    | Gauche démocrate                   | +02 174,       | 3,75 %               | 0                |

### Députés

#### Nouvelle Démocratie
La liste de la Nouvelle Démocratie est en tête et obtient un siège.
| Rang | Nom                | Nombre de voix |
| ---- | ------------------ | -------------- |
| 1    | Athanásios Davákis | +6 850,        |

#### Mouvement socialiste panhellénique
La liste du Mouvement socialiste panhellénique est deuxième et obtient un siège.
| Rang | Nom                 | Nombre de voix |
| ---- | ------------------- | -------------- |
| 1    | Léonidas Grigorakos | +6 242,        |

#### SYRIZA
La liste de la SYRIZA est troisième et obtient un siège.
| Rang | Nom                 | Nombre de voix |
| ---- | ------------------- | -------------- |
| 1    | Stávros Arachovítis | +1 451,        |

## Élections législatives de juin 2012

### Résultats
La circonscription de la Laconie élit trois députés en juin 2012. Les sièges sont répartis à l'issue d'un scrutin proportionnel plurinominal avec prime majoritaire entre les listes ayant obtenu au moins 3 % des suffrages exprimés au niveau national.
57 699 électeurs se sont exprimés sur 132 647 inscrits, soit un taux de participation de 43,50 %. Parmi les seize listes candidates, deux listes obtiennent au moins un siège dans la circonscription.
| Rang | Liste                              | Nombre de voix | Pourcentage des voix | Nombre de sièges |
| ---- | ---------------------------------- | -------------- | -------------------- | ---------------- |
| 1    | Nouvelle Démocratie                | +23 431,       | 40,99 %              | 2                |
| 2    | SYRIZA                             | +09 988,       | 17,47 %              | 0                |
| 3    | Mouvement socialiste panhellénique | +08 343,       | 14,60 %              | 1                |
| 4    | Aube dorée                         | +06 212,       | 10,87 %              | 0                |
| 5    | Grecs indépendants                 | +02 749,       | 4,81 %               | 0                |
| 6    | Gauche démocrate                   | +02 137,       | 3,74 %               | 0                |
| 7    | Parti communiste de Grèce          | +02 024,       | 3,54 %               | 0                |

### Députés

#### Nouvelle Démocratie
La liste de la Nouvelle Démocratie est en tête et obtient deux sièges.
| Rang | Nom                  |
| ---- | -------------------- |
| 1    | Athanásios Davákis   |
| 2    | Fevronia Patrianakou |

#### Mouvement socialiste panhellénique
La liste du Mouvement socialiste panhellénique est troisième et obtient un siège.
| Rang | Nom                 |
| ---- | ------------------- |
| 1    | Léonidas Grigorakos |

## Élections législatives de janvier 2015

### Résultats
La circonscription de la Laconie élit trois députés en janvier 2015. Les sièges sont répartis à l'issue d'un scrutin proportionnel plurinominal avec prime majoritaire entre les listes ayant obtenu au moins 3 % des suffrages exprimés au niveau national.
55 910 électeurs se sont exprimés sur 129 557 inscrits, soit un taux de participation de 43,15 %. Parmi les dix-sept listes candidates, trois listes obtiennent chacune un siège dans la circonscription.
| Rang | Liste                              | Nombre de voix | Pourcentage des voix | Nombre de sièges |
| ---- | ---------------------------------- | -------------- | -------------------- | ---------------- |
| 1    | Nouvelle Démocratie                | +19 498,       | 35,79 %              | 1                |
| 2    | SYRIZA                             | +14 444,       | 26,51 %              | 1                |
| 3    | Mouvement socialiste panhellénique | +05 991,       | 11,00 %              | 1                |
| 4    | Aube dorée                         | +05 705,       | 10,47 %              | 0                |
| 5    | Parti communiste de Grèce          | +02 156,       | 3,96 %               | 0                |
| 6    | La Rivière                         | +01 993,       | 3,66 %               | 0                |
| 7    | Grecs indépendants                 | +01 491,       | 2,74 %               | 0                |

### Députés
La répartition des sièges au sein de chaque liste élue dépend du nombre de voix obtenues individuellement par chaque candidat, suivant le système du vote préférentiel. Dans la circonscription de la Laconie, les listes peuvent comporter jusqu'à cinq candidats. Les électeurs peuvent exprimer un vote préférentiel pour l'un des candidats sur la liste pour laquelle ils votent.

#### Nouvelle Démocratie
La liste de la Nouvelle Démocratie est en tête et obtient un siège.
| Rang | Nom                | Nombre de voix |
| ---- | ------------------ | -------------- |
| 1    | Athanasios Davakis | +9 569,        |

#### SYRIZA
La liste de la SYRIZA est deuxième et obtient un siège.
| Rang | Nom                 | Nombre de voix |
| ---- | ------------------- | -------------- |
| 1    | Evangelia Vagionaki | +5 865,        |

#### Mouvement socialiste panhellénique
La liste du Mouvement socialiste panhellénique est troisième et obtient un siège.
| Rang | Nom                 | Nombre de voix |
| ---- | ------------------- | -------------- |
| 1    | Leonidas Grigorakos | +5 263,        |